# Chloroclystis plicata
Chloroclystis plicata är en fjärilsart som beskrevs av George Francis Hampson 1912. Chloroclystis plicata ingår i släktet Chloroclystis och familjen mätare. Inga underarter finns listade i Catalogue of Life.